# HD 34043
HD 34043，又名BD+04 877，SAO 112556、HR 1709，是一颗恒星，视星等为5.5，位于銀經196.62，銀緯-18.79，其B1900.0坐标为赤經5h 9m 25s，赤緯+5° -18.79′ 25″。